# Ouzouer-le-Doyen
Ouzouer-le-Doyen är en kommun i departementet Loir-et-Cher i regionen Centre-Val de Loire i de centrala delarna av Frankrike. Kommunen ligger i kantonen Ouzouer-le-Marché som tillhör arrondissementet Blois. År 2022 hade Ouzouer-le-Doyen 228 invånare.

## Befolkningsutveckling
Antalet invånare i kommunen Ouzouer-le-Doyen
| Referens: INSEE |